# Christian Zais

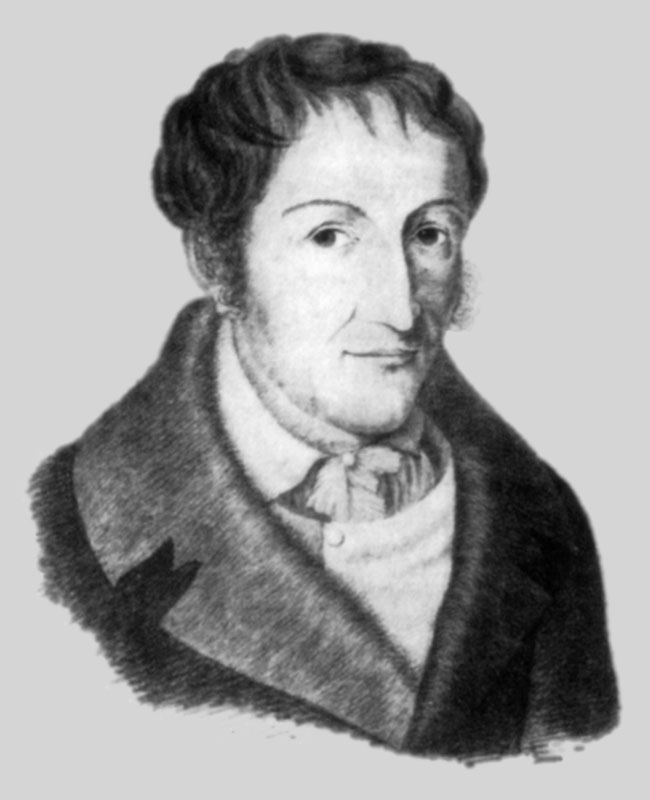
Christian Zais

Christian Zais, född 4 mars 1770 i Cannstatt, död 26 april 1820 i Wiesbaden, var en tysk arkitekt och stadsplaner.
Zais fick efter skolan en utbildning till stenhuggare och 1787 började han studera arkitektur vid Karlsschule i Stuttgart. En stor del av sin kunskap fick han från Karl August Friedrich von Duttenhofer som var specialist för hydroteknik. Som utbildad arkitekt försökte han i början leva av privata uppdrag. Året 1805 blev han byggmästare i regionen som skulle bli Hertigdömet Nassau.
Av hertig Friedrich August von Nassau-Usingen fick Zais uppdraget till omfattande förändringar och nya byggnader i residensstaden Wiesbaden. Bland hans verk utmärks Altes Kurhaus (1904 ersatt med Neues Kurhaus), Erbprinzenpalais från 1813 och hotellet "Fyra årstider" (förstörd 1945 under bombningar). När Johann Wolfgang Goethe 1814 besökte Wiesbaden gav han beröm åt arkitekterna Götz och Zais.
Zais tidiga verk följer barocken och hans senare byggnader visar tydliga drag av nyklassicism. Han började med fler uppdrag än han kunde färdigställa under rimlig tid vad som resulterade i finansiella problem. Zais fick även kritik då han inte uppfyllde sitt administrativa ansvar inom hertigdömet.

## Bilder

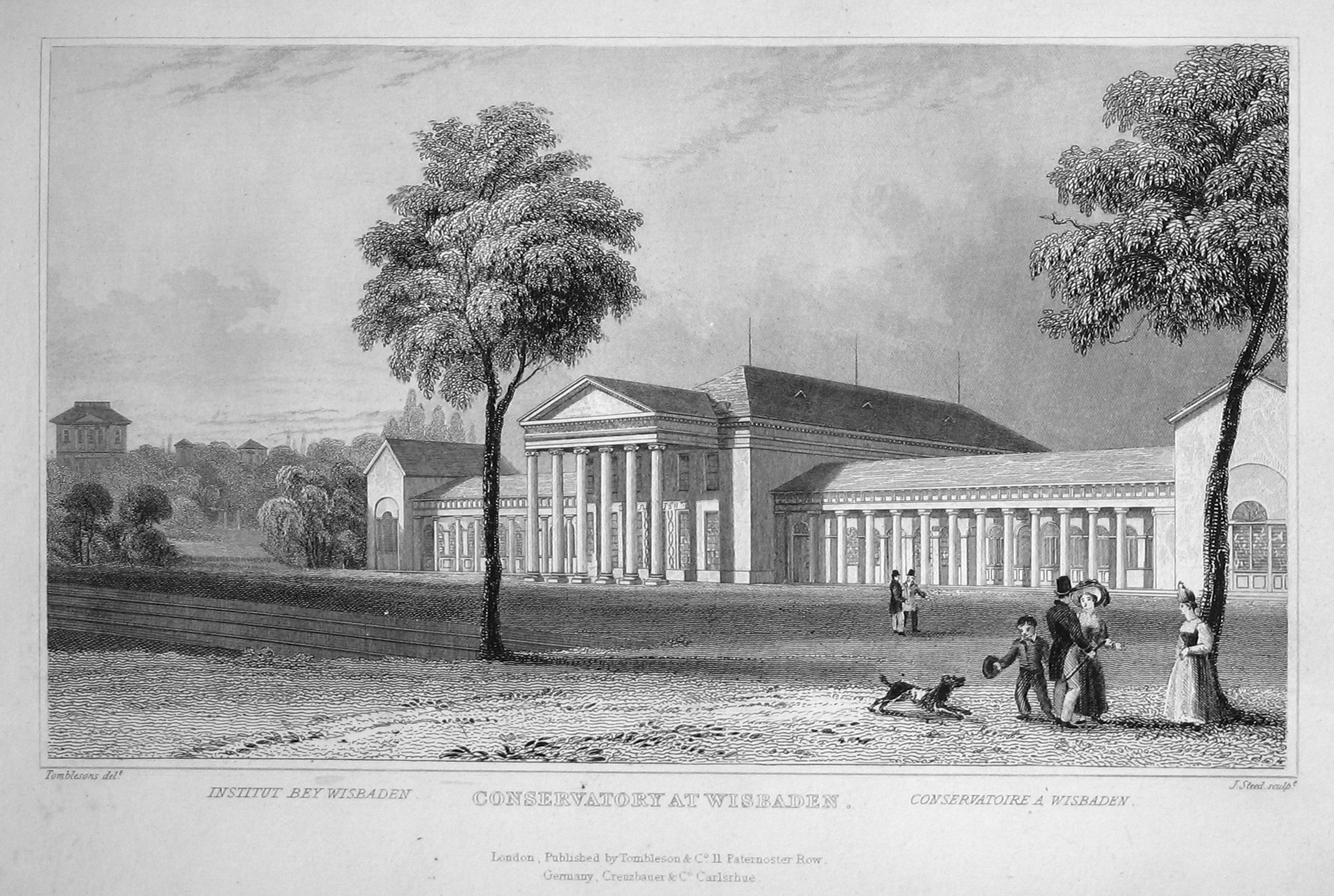
Altes Kurhaus, Wiesbaden
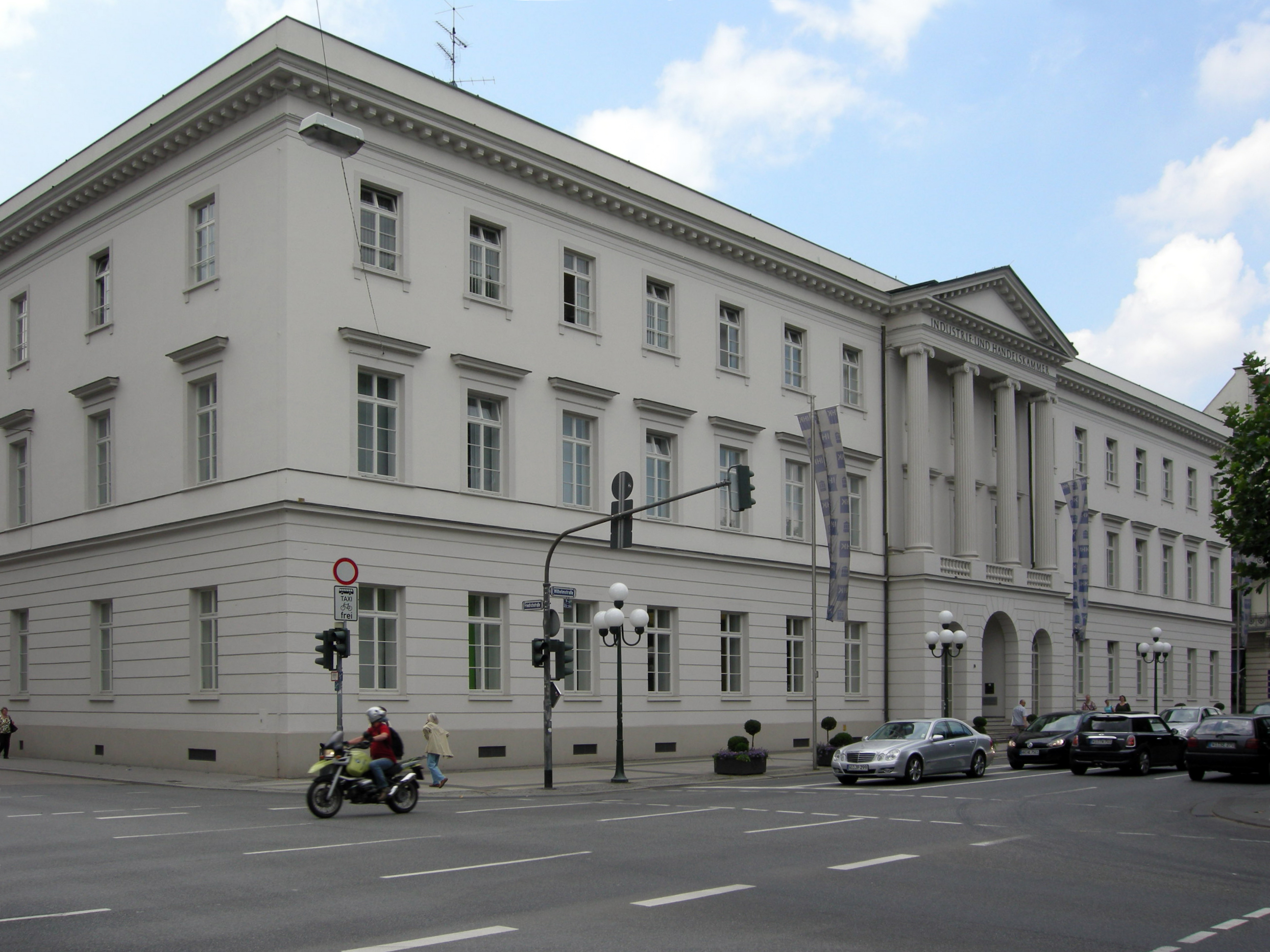
Erbprinzenpalais
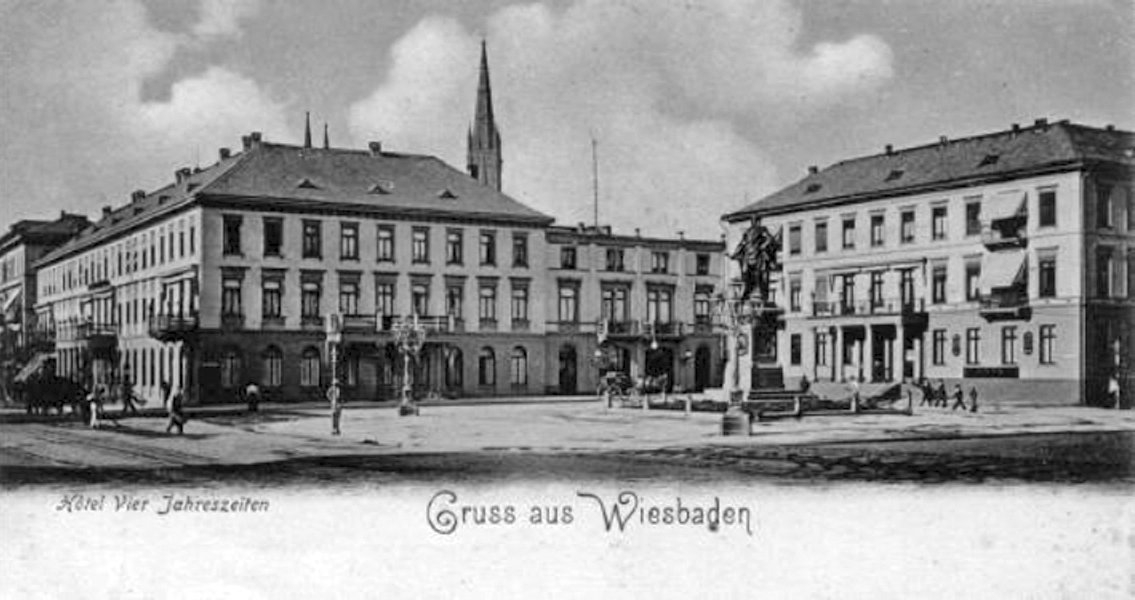
Hotel Vier Jahreszeiten (vänster) och hans eget hus (höger) vid Theaterplatz (vykort från cirka 1900)